# مرکز بین‌المللی کسب‌وکار مسکو

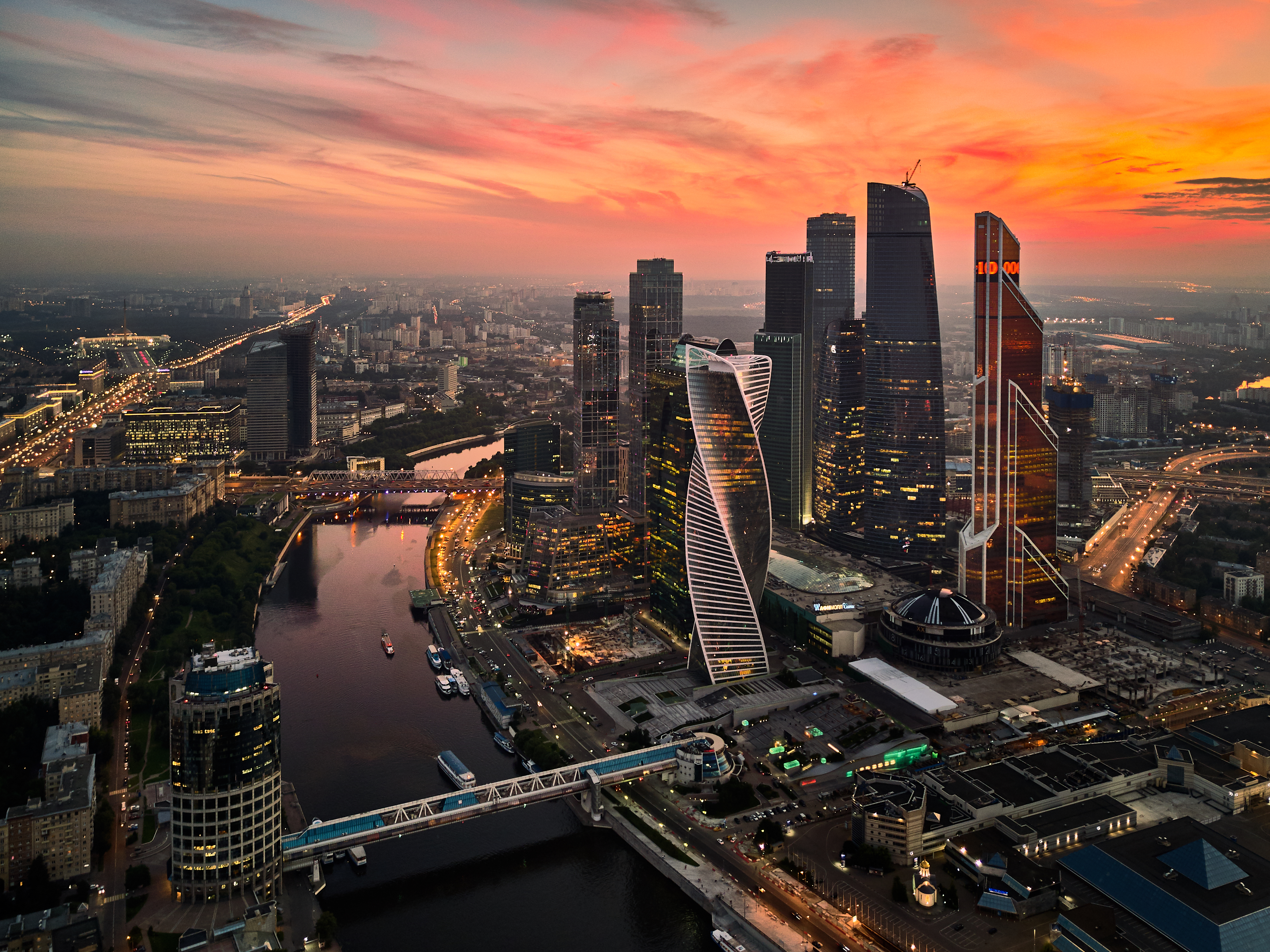

مرکز بین‌المللی کسب‌وکار مسکو (به روسی: Московский Международный Деловой Центр; ММДЦ) (به‌اختصار MIBC) که با عنوان مسکو سیتی (به روسی: Москва-Сити) نیز به آن اشاره می‌شود؛ بخشی بازرگانی و کسب‌وکارهای تجاری شهر مسکو در کشور روسیه است که دارای ساختمان‌ها و مناطق متعدد است و تکمیل آن هنوز ادامه دارد.
انتظار می‌رود که این مرکز، اولین منطقه در روسیه باشد که فعالیت بازرگانی، سکونت و زندگی و رویدادهای سرگرمی در یک مجموعه توسعه می‌یابند.